# Bloody Valentine
«Bloody Valentine» es una canción del músico estadounidense Machine Gun Kelly. Se lanzó como el primer sencillo de su quinto álbum Tickets to My Downfall el 1 de mayo de 2020 por Interscope Records.

## Antecedentes
La canción fue escrita por Machine Gun Kelly con Nicholas Alex Long, Mod Sun y Travis Barker, y este último también se desempeñó como baterista y productor. El video está protagonizado por Megan Fox como el amante de Machine Gun Kelly "que disfruta" torturándolo. El video fue filmado en una casa alquilada ubicada en el área de Los Ángeles. Ganó el premio a la "Mejor alternativa" en los MTV Video Music Awards 2020. Los dos también protagonizan juntos la próxima película Midnight in the Switchgrass.
Una versión acústica de la canción se lanzó el 16 de junio de 2020, junto con un video dirigido por Sam Cahill.

## Composición
«Bloody Valentine» es una canción pop punk con influencias synth pop.

## Créditos y personal
Créditos adaptados de Tidal.
- Machine Gun Kelly – voz, guitarra
- Scott Skyrzinski – asistente de mezcla
- Nicholas Alex Long – guitarra, bajo
- Travis Barker – producción
- Colin Leonard – ingeniería
- Neal Avron – mezcla

## Posicionamiento en listas
| Listas (2020)                                 | Mejor posición |
| --------------------------------------------- | -------------- |
| Bélgica (Ultratop) Flanders                   | 26             |
| Canadá (Canadian Hot 100)                     | 40             |
| Escocia (Official Charts Company)             | 46             |
| Estados Unidos (Billboard Hot 100)            | 50             |
| Estados Unidos (Alternative Airplay)          | 2              |
| Estados Unidos (Hot Rock & Alternative Songs) | 3              |
| Reino Unido (UK Singles Chart)                | 51             |
| República Checa (Singles Digitál Top 100)     | 50             |
| República Checa (Rádio Top 100)               | 40             |

## Certificaciones
| País (organismo certificador) | Certificación | Unidades certificadas |
| ----------------------------- | ------------- | --------------------- |
| Canadá (Music Canada)         | Oro           | 40 000                |

## Historial de lanzamiento
| País   | Fecha              | Formato                      | Discográfica        | Ref    |
| ------ | ------------------ | ---------------------------- | ------------------- | ------ |
| Varios | 1 de mayo de 2020  | Descarga digital y streaming | Bad Boy, Interscope | [ 6 ]  |
| Italia | 15 de mayo de 2020 | Contemporary hit radio       | Universal           | [ 17 ] |